# Johann Wilhelm Braun (Bildhauer)

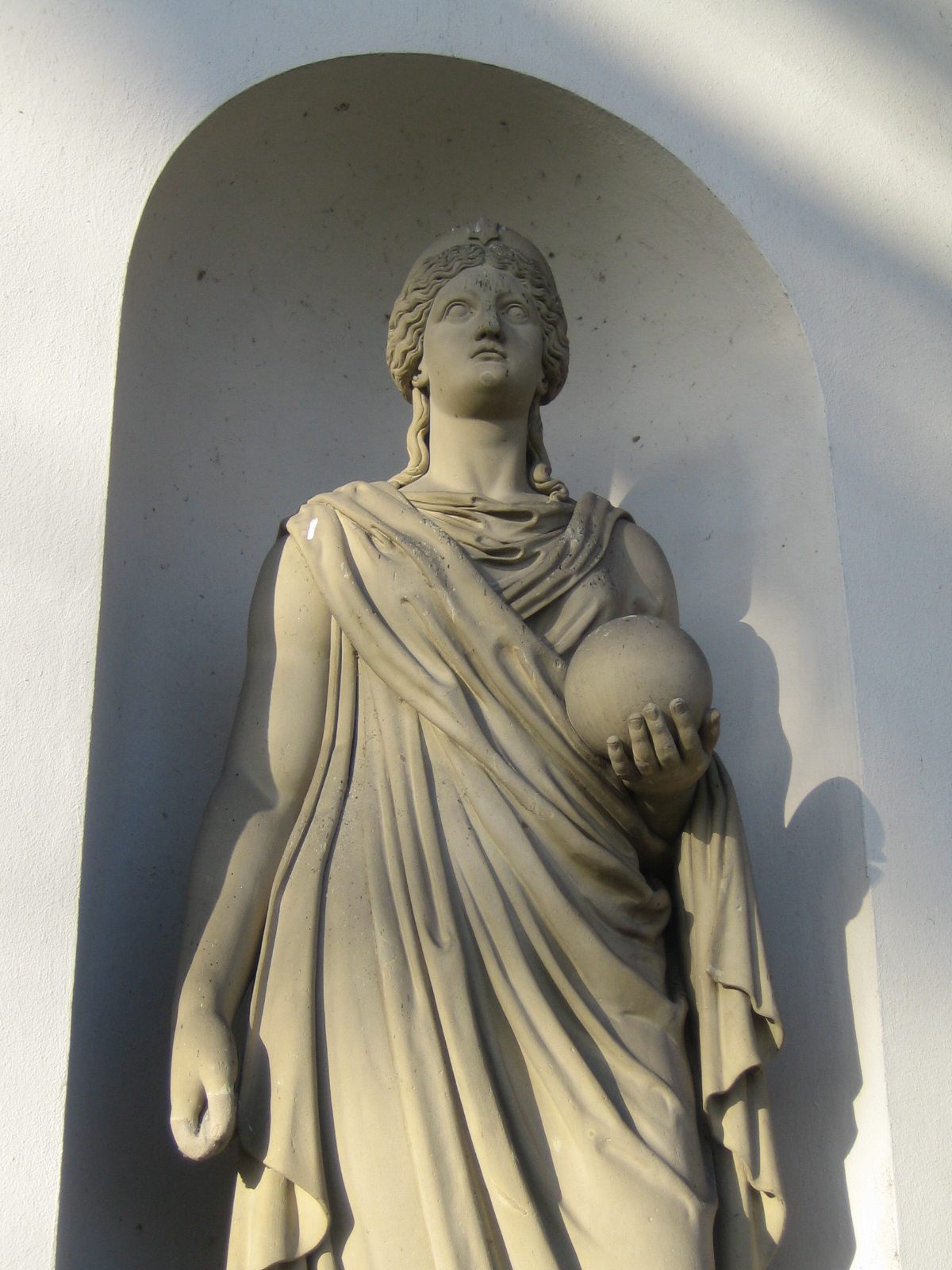
Muse Urania am Schloss Rosenstein

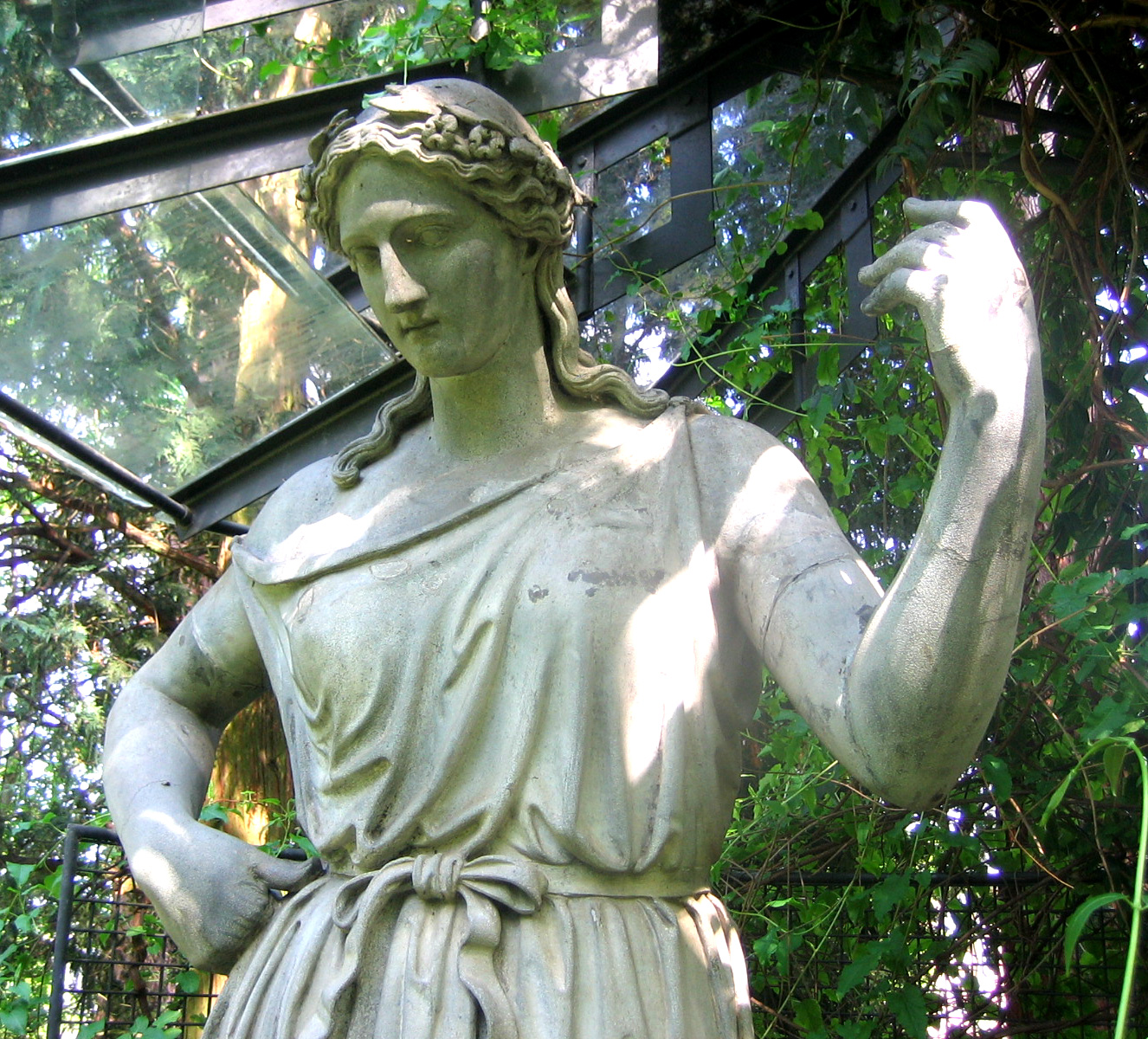
Muse Polyhymnia, Lapidarium Stuttgart

Johann Wilhelm Braun (* 29. November 1796 in Stuttgart; † 26. April 1863 in Untertürkheim) war ein Bildhauer in Stuttgart.
Braun erlernte von seinem Vater das Vergolderhandwerk und widmete sich ab 1820 unter Bertel Thorvaldsen in Rom der Bildhauerei. Im Jahr 1828 kehrte er aus Italien nach Stuttgart zurück und arbeitete zunächst wegen mangelnder Aufträge wieder als Vergolder, konnte schließlich aber doch als Bildhauer seinen Lebensunterhalt verdienen.

## Werke
- Musen Terpsichore und Urania für das Schloss Rosenstein in Cannstatt (1839)
- Musen (Erato, Melpomene, Thalia, Terpsichore und Polyhymnia) für das Hoftheatergebäude in Stuttgart, (Guss: Wilhelm Pelargus 1850/51)
- Christusfigur für St. Michael in Fürth
- Denkmal für Eberhard von Etzel an der Neuen Weinsteige in Stuttgart, (1842, Arch. Ch. v. Leins)